# Abendgymnasium
Das Abendgymnasium ist ein Gymnasium in Form einer Abendschule, das zur Gruppe der Zweiten Bildungswege (Schulen für Erwachsene, SfE; Schulen für Berufstätige) zählt.

## Deutschland

### Unterrichtszeiten
Abendgymnasien werden je nach Bundesland und lokaler Tradition in verschiedenen „Zeitfenstern“ angeboten:
- an einzelnen Abenden der Woche (zum Beispiel nur an drei Tagen),
- abends, ca. ab 17:30 Uhr, täglich von montags bis einschließlich freitags,
- Nachmittagsunterricht, ca. ab 14:30 Uhr, an den fünf Werktagen der Woche,
- Vormittagsunterricht („Abendgymnasium am Vormittag“), ab ca. 8:00 Uhr an den fünf Werktagen.

Hinzu kommt in Nordrhein-Westfalen und jetzt auch in Rheinland-Pfalz (am Ketteler-Kolleg) der Schulversuch „Abitur-Online“ und in Bremen das E-Learning-Programm mit nur zwei Präsenztagen in der Woche, ergänzt durch Unterricht über eine Internetplattform.
Mehrere Bundesländer bieten neben Abendgymnasien auch so genannte Kollegs („Hessenkolleg“ u. ä.) für Erwachsene an, die das Abitur erlangen wollen. Der Unterschied besteht darin, dass an Kollegs Vollzeitunterricht in Form eines Tagesgymnasiums angeboten wird.
An einem Abendgymnasium kann man sowohl die Fachhochschulreife als auch die allgemeine Hochschulreife erlangen.

### Zugang
Um an einem Abendgymnasium aufgenommen zu werden, müssen bestimmte Voraussetzungen erfüllt sein:
- Der Bewerber muss mindestens 18 Jahre alt sein, damit die Schulzeit auf drei Jahre gekürzt werden kann. Wenn er noch nicht volljährig ist, muss er die Abendschule vier Jahre lang besuchen
- eine abgeschlossene Berufsausbildung oder mehrjährige Berufserfahrung vorweisen können (es geht auch 2 Jahre Haushaltsführung). Die Zeit schwankt von Bundesland zu Bundesland. Erziehungszeiten werden angerechnet, ebenso Zeiten der Arbeitslosigkeit sowie des Wehr- oder Zivildienstes.
- einen Schulabschluss haben; manche Bundesländer setzen allerdings nur die Erfüllung der allgemeinen Schulpflicht voraus.

### Kosten
Staatliche Abendgymnasien sind in der Regel kostenfrei, es entstehen also keine monatlichen Studiengebühren. Indirekte Kosten entstehen für Berufstätige, wenn sie wegen der Doppelbelastung nicht mehr wie im bisherigen zeitlichen Umfang arbeiten können. Ab dem vierten Semester kann, wenn die persönliche Berechtigung besteht, die Schulausbildung nach BAföG gefördert werden. Die Fördergelder müssen nicht zurückgezahlt werden.
Da in Baden-Württemberg der zweite Bildungsweg so gut wie komplett privaten Schulen übertragen wurde, existieren dort keine staatlichen Abendgymnasien mehr. Private Anbieter verlangen einen Kostenbeitrag von etwa 50 €/Monat (Stand 2006). In Karlsruhe beträgt der Kostenbeitrag 757 €/Schuljahr, zusätzlich kommt eine Anmeldegebühr von 150 € dazu (Stand 2014).
Auch in Bayern gibt es neben mehreren privaten Abendgymnasien mit dem Städtischen Abendgymnasium für Berufstätige München nur eine einzige öffentliche und damit kostenlose Schule, und zwar in München, die von der Landeshauptstadt München unterhalten wird. Das Land Bayern betreibt kein Abendgymnasium.

### Unterricht
Für Personen mit dem Abschluss der Mittleren Reife dauert die Schulzeit bis zum Abitur fünf bis sieben Semester (2½ bis 3½ Jahre), für jene mit einem Hauptschulabschluss unter Umständen acht Semester.
Der Besuch eines „Vorkurses“ (ein bis zwei Semester), in dem früherer Lernstoff aufgefrischt wird und der auf das anschließende Abendstudium vorbereitet, ist in manchen Bundesländern freiwillig, in anderen hingegen verpflichtend. Zudem gibt es an zahlreichen Abendgymnasien einen „Aufbaukurs“ („achtes Semester“), der Einsteigern mit Haupt- und Realschulabschluss Unterrichtsinhalte in den Kernfächern Deutsch, Mathematik und Englisch bietet. Mancherorts werden auch Aufbaukurse für Nicht-Muttersprachler zur Festigung der Deutschkenntnisse angeboten. Aufbaukurs und Vorkurs unterstützen also bei der Entscheidung, ob man bereit ist, die kommenden Strapazen der Schulausbildung auf sich zu nehmen – und man sein Leben entsprechend darauf umstellt.
Überblick: Die drei Phasen an einem Abendgymnasium bis zur Abiturprüfung
- Vorkursphase (Aufbaukurs und Vorkurs) je ein Semester (bei Bedarf),
- Einführungsphase (erstes und zweites Semester),
- Qualifikationsphase (drittes bis sechstes Semester).

Der Fächerkanon der Abendgymnasien entspricht weitgehend dem eines „normalen“ Gymnasiums, vereinzelt hängen besondere Nebenfächer vom Schulprofil des Abendgymnasiums ab, von seiner Größe oder den Ressourcen.
Die drei Aufgabenfelder an einem AG lauten:
- Aufgabenfeld 1: Deutsch, DaZ, Englisch, Französisch, Latein, Spanisch (u. Ä.)
- Aufgabenfeld 2: Historisch-politische Bildung, Philosophie, Wirtschafts- und Sozialwissenschaften (u. Ä.)
- Aufgabenfeld 3: Mathematik, Biologie, Chemie, Physik, Informatik (u. Ä.)

Das Fach Sport kann an vielen AG belegt werden.
„Deutsch als Zweitsprache“ (kurz: DaZ) kann an vielen AG an Stelle der zweiten Fremdsprache (Französisch, Latein oder Spanisch) im Vorkurs und in der Einführungsphase belegt werden. DaZ ist für diejenigen Studierenden gedacht, die sich zwar schon sehr gut auf Deutsch verständigen können, aber noch nicht feste Grundlagen in dieser Sprache besitzen.
Die Klassenstärke liegt meist bei 15–20 Schülern. Teilweise weitaus weniger. Diese kleinen Gruppen besitzen den Vorteil für Schüler, dass sich Lehrer besser und intensiver als in Tagesschulen auf die Lernenden einstellen können. Die Lehrer der AGs sind zwar in der Regel auf eigenen Wunsch in diesem Bildungszweig tätig, haben aber zumeist keine spezielle Ausbildung in der Erwachsenendidaktik, sondern eine für die Sekundarstufen I oder II.
Seit 2008 (NRW) nehmen die Abendgymnasien am Zentralabitur teil. Die jeweiligen Anforderungen sind von der „Standardsicherung Zentralabitur NRW“ vorgegeben. Wenn ein AG zweimal im Jahr Studierende aufnimmt, wird in der Regel auch zweimal im Jahr das Abitur abgenommen.

### Geschichte
Die abschlussbezogene Erwachsenenbildung (Abendgymnasium, Kollegs) existiert in Deutschland seit Mitte der 1920er Jahre und steht in der Tradition der frühen Arbeiterbildungsvereine, Volkshochschulen (ehemals: Bund für Volksbildung) und liberaler/bürgerlicher Bildungsinitiativen. Gemeinsam ist diesen Ursprüngen, dass „kleine Leute“ und/oder sozial benachteiligte Gruppen der Gesellschaft Zugang zu mehr Bildung und Chancen für einen beruflichen Aufstieg erhalten sollten.
Das erste Abendgymnasium in Deutschland kann auf das Silbermann-Kolleg in Berlin (1927) zurückgeführt werden. Peter Adalbert Silbermann eröffnete mit 115 Hörern und zehn Lehrern am 9. September 1927 den Unterrichtsbetrieb. Die erste Reifeprüfung 1930 bestanden 23 Prüflinge. Im Juni des Jahres 1930 übernahm die Stadt Berlin die Verwaltung der Schule. Der jüdische Schulleiter Prof. Silbermann und drei Lehrer der Schule wurden 1933 von den Nationalsozialisten fristlos entlassen.
Während des Nationalsozialismus wurden die meisten deutschen Abendgymnasien nicht mehr in dem nötigen Umfang unterstützt, vielfach aufgelöst, jüdische Lehrer entlassen und verfolgt. In mehreren Fällen vereinnahmten die Nationalsozialisten diese Schulen und missbrauchten sie für die Kaderarbeit der Partei oder für die Fortbildung im Rahmen der Deutschen Arbeitsfront, DAF.
Unmittelbar nach dem Zweiten Weltkrieg nahmen wenige Abendgymnasien in Deutschland ihre Arbeit in geringem Umfang wieder auf. Zwar wurden alle neuen Bildungseinrichtungen in Deutschland von den Besatzungsmächten argwöhnisch begutachtet, aber der Erfolg der westdeutschen Abendgymnasien setzt sich durch, da er einerseits ab den fünfziger Jahren eingebettet war in das „Reeducation“-Programm der US-Amerikaner, andererseits genehmigten die Besatzungsbehörden wieder zunehmend die Arbeit der im Dritten Reich verbotenen oder zerschlagenen Volksbildungsvereine.

#### Abendgymnasien in der Bundesrepublik Deutschland
Insbesondere Männern wurde es während des Krieges durch den Wehrdienst oft unmöglich gemacht, ihr Abitur im Rahmen der normalen Schullaufbahn abzuschließen, da die meisten von ihnen bereits vor dem Abschluss eingezogen wurden. Dabei wurden immer jüngere Jahrgänge eingezogen, so dass die Schüler oft keinen ordentlichen Abschluss bekommen konnten (siehe auch Kriegsabitur). Auch durch die Kinderlandverschickung und später die zunehmende Zerstörung der Lehrinstitute und der Wehrdienst vieler Lehrer führte vielfach zu gebrochenen Bildungsbiografien. In der Nachkriegszeit wurden die provisorischen Kriegsabiture nur teilweise akzeptiert. Vielfach wurde den Absolventen eines Kriegsabiturs die Anerkennung ihres akademischen Grades verweigert. Allerdings konnten es sich nur wenige Familien leisten ihren Kindern den Rest der Schulbildung zu finanzieren. Die jungen Männer wurden gebraucht um Geld zu verdienen. Die Abendgymnasien waren ein Weg dieses Problem zumindest ansatzweise zu lösen, da die Schüler während des Tages normal arbeiten konnten, um sich abends weiterzubilden. In den 1960er Jahren durchlebten Abendgymnasien in der Bundesrepublik Deutschland eine Hochkonjunktur und eine neue Gründungswelle. Einerseits geschah dies vor dem Hintergrund der Nachfrage nach qualifizierten Arbeitskräften, andererseits vor dem Hintergrund eines intensiven Bildungsdiskurses. Bestimmende Größen in dieser Diskussion waren Georg Picht (Die deutsche Bildungskatastrophe, 1964) und Ralf Dahrendorf (Bildung ist Bürgerrecht, 1965).
Während nach dem Zweiten Weltkrieg männliche Schüler weit überwogen, fanden in den Jahren nach der 68er-Bewegung immer mehr Frauen den Weg an Abendgymnasien, so dass in den Klassen Männer oft eine kleine Minderheit bildeten.
Mit dem Anstieg der Quote der Abiturabschlüsse an Jugendschulen seit den 1970er Jahren hat der Wettbewerb um Arbeitsplätze mit akademischen Abschlüssen stark zugenommen (s. a.: Bildungsparadox). Zeitgleich setzt die entstehende Massenarbeitslosigkeit den Bildungsabschluss Abitur stark unter Druck. Während z. B. das städtische Münchner Abendgymnasium um 1990 durchschnittlich ca. 600 Schüler und jährlich um 100 Abiturienten hatte, fiel die Schülerzahl auf heute ca. 300. Die Zahl der Abiturienten beträgt etwa 40.
Abendgymnasien, heute Weiterbildungskollegs, sind Angebotsschulen und sind nicht mit den Pflichtschulen für Jugendliche vergleichbar. Wegen z. B. beruflicher, persönlicher und familiärer Probleme beenden viele Studierende ihren Lehrgang im ZBW vorzeitig. Die erreichten Abiturqualifikationen entsprechen etwa denen der Jugendgymnasien.
Was viele Studenten weiterhin an AG und Kollegs – nachvollziehbar auch über empirische Studien – fasziniert, ist, jenseits der Trampelpfade der klassischen Arbeitswelt als Erwachsener andere Lebenswege kennenzulernen, „umzuschalten“, zu erkunden und neue, individuelle Lebens- und Arbeitsformen auszuprobieren. Dies scheint, gerade in heutigen Tagen hoher Arbeitslosigkeit, ein wichtiges Leitmotiv zu sein.

#### Abitur für Berufstätige in der DDR
In der DDR gab es zahlreiche zum Abitur führende Abendschulen, deren Aufgaben dort von den Volkshochschulen wahrgenommen wurden. Diese waren notwendig für Absolventen, die als ideologisch unzuverlässig galten und deshalb nicht an einer Erweiterte Oberschule (EOS) aufgenommen wurden. Diese konnten durch eine dreijährige Berufsausbildung mit Abitur ebenfalls ein Abitur erlangen und so eine Universität besuchen.

### Prominente Absolventen
Zu den prominenten Absolventen von deutschen Abendgymnasien gehören Alt-Bundeskanzler Gerhard Schröder, Ex-Bundesminister Norbert Blüm, Ex-Daimler-Chef Jürgen Schrempp, Ex-CSU-Vorsitzender Erwin Huber und Ex-VW-Manager Peter Hartz.

## Österreich
In Österreich besteht die Möglichkeit, das Reifezeugnis, die Matura, an einem Gymnasium für Berufstätige (umgangssprachlich Abendgymnasium) zu erwerben (Abendmatura). Es ist eine Sonderform der höheren Schule bzw. der Sekundarstufe II. Die Schulform besteht seit 1946 und entstand aus den Arbeitermittelschulen, die eine Einrichtung der Arbeiterkammern waren. Der Besuch eines Gymnasiums für Berufstätige ist möglich, wenn ein Pflichtschulabschluss und ein Mindestalter von 17 Jahren gegeben sind.
Der Unterricht wird sowohl in herkömmlicher Form von Montag bis Freitag als auch als Fernkurs mit Sozialphasen an zwei Abenden der Woche angeboten. Seit 2011 sind die österreichischen Abendgymnasien durch das Schulunterrichtsgesetz für Berufstätige, Kollegs und Vorbereitungslehrgänge (SchUG-BKV) modular aufgebaut. Es bestehen keine Schulklassen im engeren Sinn; Studierende wählen sich ihren Stundenplan selbst.
Mit dem Abendgymnasium Wien (seit 1923), dem Abendgymnasium Linz (Oberösterreich, seit 1928), dem Abendgymnasium Graz (Steiermark, seit 1930), dem Abendgymnasium Innsbruck (Tirol, seit 1945), dem Abendgymnasium Salzburg (seit 1957), dem Abendgymnasium Klagenfurt (Kärnten, seit 1970) und dem Abendgymnasium Villach (Kärnten, das dortige Gymnasium St. Martin führt seit 1979 eine Abendform) sind insgesamt sieben Abendgymnasien (Allgemeinbildende höhere Schulen des Bundes für Berufstätige, AHS für Berufstätige) eingerichtet. Für Studierende aus abgelegenen Regionen besteht im Rahmen eines Fernstudiums mit Sozialphasen die Möglichkeit, wesentliche Teile des Unterrichts in Eigenverantwortung, also disloziert bzw. außerhalb der Schule zu absolvieren. Darüber hinaus bieten die Abendgymnasien in verschiedenem Ausmaß auch Formen des online-Unterrichts (E-Learning) an.
Die AHS für Berufstätige ist, neben Realgymnasium für Berufstätige und Wirtschaftskundlichem Realgymnasium für Berufstätige im § 37 Abs. 3 Schulorganisationsgesetz geregelt und verfügt über einen eigenen Lehrplan.
Eine Besonderheit stellte das Bundesrealgymnasium für Berufstätige an der Theresianischen Militärakademie in Wiener Neustadt dar. Obwohl diese Institution eine öffentliche Schule gewesen ist, war sie nur für Soldaten zugänglich. Die Bezeichnung wurde bereits in den 1960er Jahren eingeführt. Viele Offiziere, welche später die Theresianische Militärakademie besuchten, waren Absolventen dieser Schule. Der letzte Klassenzug dieser Institution endete mit dem Schuljahr 2011/2012. Das Gymnasium wurde im Jahr 2014 ersatzlos aus dem Schulorganisationsgesetz gestrichen.

## Italien
Das wohl dichteste Netz von Abendgymnasien besteht in der autonomen Provinz Südtirol. Lehrer an normalen Tagesgymnasien unterrichten einen Teil ihres Stundendeputats am Abend und ermöglichen so Erwachsenen, die staatliche Abschlussprüfung (Matura) nachzuholen.